# Lista siturilor arheologice din județul Vaslui - C
Lista siturilor arheologice din județul Vaslui - C conține toate siturile arheologice din județul Vaslui înscrise în Repertoriul Arheologic Național (RAN) și aflate în localități al căror nume începe cu litera C. RAN este administrat de Ministerul Culturii și Patrimoniului Național și cuprinde date științifice, cartografice, topografice, imagini și planuri, precum și orice alte informații privitoare la zonele cu potențial arheologic, studiate sau nu, încă existente sau dispărute.
Puteți căuta un sit din localitățile care încep cu litera C folosind formularul de mai jos sau puteți naviga prin toate siturile din județ la Lista siturilor arheologice din județul Vaslui.
| Cod RAN                                | Denumire | Localitate                           | Adresă         | Datare                | Descoperit | Coordonate | Imagine           | Erori            |
| -------------------------------------- | --- | ------------------------------------ | -------------- | --------------------- | ---------- | ---------- | ----------------- | ---------------- |
| 163217.02.01                           | Așezarea de la Crețești - "La Intersecție" / ansamblu anonim (Categorie: locuire civilă) (Tip: necropola)                                         | sat Crețești, comuna Crețești        | La Intersecție | Noua                  |            |            | Încărcați imagine | Raportați eroare |
| 163217.02.02                           | Așezarea de la Crețești - "La Intersecție" / ansamblu anonim (Categorie: locuire civilă) (Tip: așezare)                                           | sat Crețești, comuna Crețești        | La Intersecție | Cucuteni - A-B        |            |            | Încărcați imagine | Raportați eroare |
| 162032.01.01                           | Cetatea Latene de la Corni-Albești / ansamblu anonim (Categorie: fortificație) (Tip: Cetate)                                                      | sat Corni-Albești, comuna Albești    |                | sec. IV - III a. Chr. |            |            | Încărcați imagine | Raportați eroare |
| 163413.01.01                           | Așezare Latene timpuriu de la Cozmești / ansamblu anonim (Categorie: locuire civilă) (Tip: așezare)                                               | sat Cozmești, comuna Cozmești        |                | sec. VI - IV          |            |            | Încărcați imagine | Raportați eroare |
| 163235.01.01                           | Necropola Noua de la Crețești - La Intersecție / ansamblu anonim (Categorie: descoperire funerară) (Tip: necropola)                               | sat Crețești de Sus, comuna Crețești | La Intersecție | Noua                  |            |            | Încărcați imagine | Raportați eroare |
| 163217.01.01 (Cod LMI: VS-I-s-B-06665) | Cetatea de pământ Latene de la Crețești - "Dealul Cetății" / ansamblu Cetatea de pământ traco-getică (Categorie: locuire) (Tip: Cetate de pământ) | sat Crețești, comuna Crețești        | Dealul Cetății | sec. IV - III a. Chr. |            |            | Încărcați imagine | Raportați eroare |